# Stephen Noteboom
Stephen Noteboom (Geldrop, 31 juli 1969) is een voormalige Nederlandse tennisspeler. Noteboom was vooral succesvol in het dubbelspel, hij bereikte er de 52e positie op de ranglijst. In het dubbelspel won hij ook twee toernooien, het ATP-toernooi van Rosmalen won hij in 1994 samen met Fernon Wibier en in 1996 won hij samen met Lan Bale het ATP-toernooi van München.

## Palmares
| Legenda                       |
| ----------------------------- |
| Grand Slam                    |
| Olympische Spelen             |
| Tennis Masters Cup            |
| ATP Masters Series            |
| ATP International Series Gold |
| ATP International Series      |

### Dubbelspel
| nr.                               | finaledatum       | toernooi | ondergrond | partner            | tegenstanders            | score         | Details |
| --------------------------------- | ----------------- | -------- | ---------- | ------------------ | ------------------------ | ------------- | ------- |
| Gewonnen challengers heren dubbel |                   |          |            |                    |                          |               |         |
| 1.                                | 18 juli 1993      | Oostende |            |                    |                          |               |         |
| 2.                                | 19 september 1993 | Natal    |            |                    |                          |               |         |
| 3.                                | 21 augustus 1994  | Graz     | Gravel     | Hendrik Jan Davids | Wayne Arthurs Simon Youl | 4-6, 6-3, 7-6 |         |

## Prestatietabel
| Legenda | Legenda                          |
| ------- | -------------------------------- |
| g.t.    | geen toernooi gehouden           |
| l.c.    | lagere categorie                 |
| –       | niet deelgenomen                 |
| G       | uitgeschakeld in de groepsfase   |
| 1R      | uitgeschakeld in de eerste ronde |
| 2R      | uitgeschakeld in de tweede ronde |
| 3R      | uitgeschakeld in de derde ronde  |
| 4R      | uitgeschakeld in de vierde ronde |
| KF      | uitgeschakeld in de kwartfinale  |
| HF      | uitgeschakeld in de halve finale |
| F       | de finale verloren               |
| W       | het toernooi gewonnen            |
| w-v     | winst/verlies-balans             |

### Prestatietabel grand slam
Noteboom speelde in de grand slamtoernooien alleen in het dubbelspel. 
| Toernooi        | 1994 | 1995 | 1996 | 1997 | 1998 |
| --------------- | ---- | ---- | ---- | ---- | ---- |
| Australian Open | –    | –    | 1R   | 3R   | 1R   |
| Roland Garros   | –    | 1R   | 3R   | 2R   | 2R   |
| Wimbledon       | 1R   | 2R   | 1R   | 3R   | 1R   |
| US Open         | 1R   | 1R   | 2R   | 2R   | 1R   |